# Geranium costaricense
Geranium costaricense är en näveväxtart som beskrevs av Harold Emery Moore. Geranium costaricense ingår i släktet nävor, och familjen näveväxter. Inga underarter finns listade i Catalogue of Life.